# Тиберий Юлий Луп
Тиберий Юлий Луп (на латински: Tiberius Julius Lupus) е префект на Египет през 71 – 73 г. по времето на римския император Веспасиан (69 – 79).
Той произлиза от фамилията Юлии, клон Луп и през 71 г. става префект на Египет (praefectus Aegypti) след Луций Педуций Колон. През 73 г. го наследява Валерий Павлин.
Той е вероятно роднина на Публий Юлий Луп (консул 98 г.).